# Tsimané
El tsimané (chimané) és una llengua aïllada sud-americana, que segons alguns lingüistes forma la família de les llengües mosetenes. Alguns dialectes es coneixen com a Mosetén (Mosetén de Santa Ana, Mosetén de Covendo). El tsimané és una llengua de les terres baixes de l'oest bolivià parlada pel poble tsimane' al llarg del riu Beni i la regió al voltant de San Borja, al departament de Beni (Bolívia). Sakel (2004) les classifica com a dues llengües per diversos motius, tot i que algunes de les variants de la llengua són mútuament intel·ligibles i, segons sembla, no tenen problemes per comunicar-se (Ethnologue 16) i evidentment eren una sola llengua separada recentment a través del contacte cultural (Campbell 2000).

## Estat
Els dialectes del tsimané es troben en diferents situacions sociolingüístiques. El Mosetén de Covendo té al voltant de 600 parlants, mentre que el mosetén de Santa Ana només en té uns 150-200. Tots dos dialectes s’esvaeixen ràpidament i gairebé tots els parlants d’aquests dialectes són bilingües en castellà. Només els parlants més ancians mantenen l’ús de la llengua sense influència del castellà. El tsimané pròpiament dit, en canvi, té almenys 4.000 parlants i el nombre de parlants creix. A més, la majoria dels parlants de tsimané pròpiament dits són monolingües. Els mosetens van estar en contacte amb missions durant gairebé 200 anys, mentre que els tsimane' han romàs aïllats durant molt més temps, portant-los a preservar els seus costums i tradicions, inclosa la llengua, molt més que els mosetén.

## Dialectes
Dialectes recollits per Mason (1950):
- Moseten
  - Amo
  - Aparono
  - Cunana
  - Chumpa
  - Magdaleno
  - Punnucana
  - Rache
  - Muchanes
  - Tucupi
- Chimane
  - Chimaniza
  - Chumano
  - Nawazi-Monlji

## Classificació
El mosetén no té parents evidents entre les llengües d'Amèrica del Sud. Hi ha algun lèxic compartit amb el puquina i les llengües uru-chipaya, però semblen préstecs. Morris Swadesh va suggerir una relació Moseten-Chon, de la qual Suárez va proporcionar proves als anys 70, i que gauceix del suport de Kaufman (1990).

## Contacte lingüístic
Jolkesky (2016) assenyala que hi ha similituds lèxiques amb les uru-chipaya, yurakaré i pano a causa de les famílies lingüístiques en contacte.

## Sistema d'escriptura
Chimane està escrit des del 1980 amb un alfabet basat en el castellà ideat per Wayne Gill. Utilitza les lletres addicionals ṕ, ć, q́u, tś, ćh, mʼ, nʼ, ä. S'utilitza àmpliament en publicacions i s'ensenya a les escoles tsimane'.
El 1996, Colette Grinevald va crear un alfabet pel mosetén i tsimané que només feia servir les lletres que es trobaven en un teclat espanyol. Incloïa els multigrafs ph khdh ch chh tsh dh, i fou adoptat pel mosetén.
La llei boliviana 3603 del 17 de gener de 2007 reconeix els drets dels tsimané i els moseten a la seva llengua en tots els aspectes de la vida a Bolívia, inclosa l'educació, i la traducció de la política que els concerneix, i que el tsimané escrit ha d'utilitzar l’únic alfabet chimane (-Moseten). Tanmateix, no aclareix de quin alfabet es tracta.

## Fonologia
El tsimané té 5 vocals:
|             | Frontal | Central | Posterior |
| ----------- | ------- | ------- | --------- |
| Tancada     | i       |         |           |
| Semitancada | e       |         | o         |
| Mitjana     |         | ə       |           |
| Oberta      | a       |         |           |

El tsimané té 24 consonants:
|            |            | Bilabial | Bilabial | Labiodental | Alveolar      | Alveolar | Alveolar | Postalveolar | Postalveolar | Palatal | Velar | Velar | Glottal |
| plana      | aspirada   | plana    | aspirada | Labiodental | palatalitzada | plana    | aspirada | plain        | aspirada     | Palatal |       |       | Glottal |
| ---------- | ---------- | -------- | -------- | ----------- | ------------- | -------- | -------- | ------------ | ------------ | ------- | ----- | ----- | ------- |
| Oclusiva   | Sorda      | p        | pʰ       |             | t             |          | tʲ       |              |              |         | k     | kʰ    | ʔ       |
| Oclusiva   | Sonora     | b        |          |             | d             |          | dʲ       |              |              |         |       |       |         |
| Fricativa  | Fricativa  |          |          | f           | s             |          |          | ʃ            |              |         |       |       |         |
| Africada   | Africada   |          |          |             | t͡s            | t͡sʰ      |          | t͡ʃ           | t͡ʃʰ          |         |       |       | h       |
| Nasal      | Nasal      | m        |          |             | n             |          |          |              |              | ɲ       |       |       |         |
| Aproximant | Aproximant |          |          | ʋ           |               |          |          |              |              |         |       |       |         |
| Vibrant    | Vibrant    |          |          |             | r             |          |          |              |              | j       |       |       |         |

## Vocabulari
Loukotka (1968) lllista els següents ítems bàsics de vocabulari per mosetén i tsimané.
| glossa  | Mosetene | Chimane |
| ------- | -------- | ------- |
| un      | irit     | íris    |
| dos     | pára     | pöre    |
| tres    | chibin   | chiːbi  |
| dents   | moñín    | múdyin  |
| llengua | nem      | ném     |
| mà      | uñ       | ín      |
| dona    | pen      | pén     |
| aigua   | oxñi     | oñé     |
| foc     | tsi      | tsí     |
| lluna   | ivua     | ihúa    |
| dacsa   | tára     | tãra    |
| jaguar  | itsiki   | ítsikí  |
| casa    | aka      | aká     |